# Der blaue Mustang
Der blaue Mustang (Originaltitel: Black Horse Canyon) ist ein Western des Regisseurs Jesse Hibbs  aus dem Jahr 1954. Der Film hatte seine Filmpremiere im Juni 1954 in den USA. Die Ausstrahlung in Deutschland fand am 18. Februar 1955 statt.

## Handlung
Der geflohene schwarze Hengst Outlaw durchstreift die Wildnis des Westens und befreit Artgenossen aus menschlicher Gefangenschaft. Del Rockwell und sein Adoptivsohn Ti, die bereits Pferde eingefangen haben, die Outlaw befreit hatte, haben den Hengst entdeckt und wollen auch ihn einfangen. Doch seine frühere Besitzerin Aldis Spain will das Tier zurückhaben.
Der Rancher Jennings hält die beiden für Pferdediebe und will sie aufhängen lassen. Doch Aldis kann bestätigen, dass Outlaw die Pferde von den Koppeln befreit hat. Auch Jennings ist scharf auf den Hengst, es gelingt ihm sogar, ihn zu fangen. Doch Outlaw trampelt einen Cowboy des Ranchers nieder und entkommt erneut. Währenddessen verliebt sich Ti in Aldis, doch die hat nur Augen für Del.

## Synchronisation
Die deutsche Synchronbearbeitung entstand bei der Berliner Synchron GmbH. Synchronregie führte Peter Elsholtz.
| Rolle        | Schauspieler   | Deutscher Synchronsprecher |
| ------------ | -------------- | -------------------------- |
| Del Rockwell | Joel McCrea    | Siegfried Schürenberg      |
| Aldis Spain  | Mari Blanchard | Sigrid Lagemann            |
| Jennings     | Murvyn Vye     | Clemens Hasse              |
| Sheriff      | Ewing Mitchell | Friedrich Joloff           |
| Juanita      | Pilar Del Ray  | Maria Milde                |

## Kritik
Der Movie & Video Guide schrieb: „Unterhaltsamer, liebenswürdiger Western“.
Halliwell‘s Film Guide charakterisierte den Film wie folgt: „Unbedeutender aber angenehmer Outdoor-Programmer“.
„Friedlicher Western mit einer kleinen Liebesgeschichte und schönen Natur- und Pferdeaufnahmen“, urteilte das Lexikon des internationalen Films.